# Ареополи
Ареополи (на гръцки: Αρεόπολη, катаревуса Αρεόπολις, Ареополис) е градче в Република Гърция, област Пелопонес, дем Източен Мани. Ареополи има население от 774 души. Старото име на градчето е Цимова (Τσίμοβα), а новото Ареополи означава „град на Арес“.
На 17 март 1821 година в Цимова избухва Гръцката война за независимост начело с Петрос Мавромихалис. До 2011 година Ареополи е център на самостоятелен дем Итило в ном Лакония.

## Личности
Родени в Ареополи
- Димитриос Калапотакис (1862 – 1921), гръцки журналист, политик и революционер
- Леонидас Бехракис, гръцки революционер